# Terény (Magyarország)
Terény (szlovákul: Terany) község Nógrád vármegyében, a Balassagyarmati járásban. Jó állapotban megőrződött, a nógrádi paraszti hagyományokra jellemző építkezési stílusban épült házainak nagy száma, valamint a településen található jó néhány múzeum és kiállítóhely miatt a térség fontos idegenforgalmi célpontja.

## Fekvése
Balassagyarmattól 20 km-re, a Szanda-patak völgyében található község, amely a Novohrad-Nógrád UNESCO Globális Geopark települése.. Földrajzi elhelyezkedése révén szinte zsákfalunak nevezhető. Északnyugati szomszédja Cserháthaláp, déli szomszédja pedig Szanda. Bár légvonalban közel fekszik hozzá Becske, Bercel, Bér, Bokor, Buják, Cserhátsurány, Herencsény, Iliny, Kisecset, Magyarnándor, Mohora, Nógrádkövesd, Nógrádmarcal, Nógrádsipek, Szécsénke és Vanyarc sőt Hollókő is, e települések többsége közúton csak jóval hosszabb úton érhető el Terényből a légvonalban mért távolsághoz képest. Ennek oka az, hogy mivel Terény és a felsorolt települések is a Cserhátban találhatók, a domborzati viszonyok miatt igen csak nehézkes lenne közvetlen közúti kapcsolatot létesíteni közöttük. A Terényhez legközelebb eső városok Rétság, illetve Balassagyarmat.

### Megközelítése
Terény, mivel a domborzati viszonyok miatt épp eléggé „eldugott” helyen van, megközelíthetősége is eléggé körülményes. A falu főutcája a 2124-es út, amely Cserháthalápot köti össze az Aszód-Balassagyarmat közti 2108-as út Becske és Magyarnándor közötti szakaszával (Terény mellett Szandát is érintve). Budapest felől legcélszerűbb az M3-as autópályáról a bagi csomópontban letérni a 3105-ös útra, majd a 3-as főút körforgalma után a 21 115-ös számú mellékúton továbbhaladni Ikladig, utána a 2108-as úton, majd Becske után a 2124-es útra kanyarodva megközelíteni Terényt. A főváros felől megközelíthető az M2-es autóút felől is, Vácnál letérve a 2106-os útra, melyről Acsán ráfordulva az azt itt keresztező 2108-asra, utána már az ugyanazon az útvonalon, mint az M3-as felől.
A megyeszékhely, Salgótarján irányából két főbb lehetőség van a község megközelítésére: az egyik szerint a 22-es úton Balassagyarmatig, majd utána a 2108-as úton Mohoráig, onnantól a 2123-ason Cserháthalápig, végül utóbbi településen letérve a falu főutcájára, a 2124-es útra. A másik eljutási lehetőség Terénybe a megyeszékhelyről 21-es főúton kínálkozik: Salgótarjántól a Pásztó-dél különszintű csomópontig, majd utána a Szécsényt a csomóponttal összekötő 2122-es úton Alsótoldig, utána szintén a 2123-es úton Cserháthalápig, onnantól szintúgy a 2124-esre fordulva, mintha Balassagyarmaton át közelítenénk meg a községet Salgótarján felől.
Vasútvonal nem érinti, a legközelebbi vasúti csatlakozási lehetőséget a Aszód–Balassagyarmat–Ipolytarnóc-vasútvonal Magyarnándor vasútállomása kínálja.

## Története
Terény (Terján) Árpád-kori település, nevét 1274-ben említette először oklevél Teryan formában. 1279-ben Terian, 1333-banTeryan néven említették.
1274-ben a Tarján törzsbeliekről elnevezett település a Kökényes-Radnót nemzetségből származó Kelianus comes fiának Bulchard comesnek a birtoka volt.
1279-ben Bolchardus (Bulchard) comes a falujába, Terénybe települő vendégeknek (akik közül név szerint Cunch Stuberl telepítő volt megemlítve) szabadságjogokat adott, és az erről szóló okiratban egyben felsorolta jogaikat is: szabadon költözhettek, s a falu felett a földesúrnak joghatósága nem volt, a lopást, emberölést és a gyujtogatást kivéve, mely esetén az úr a bíróval és lakóival bíráskodik. Kötelesek voltak évente 40 M finom ezüstöt adni 3 részletben: hamvazószerdán, pünkösdkor és Szent Márton napján, emellett ajándékot 4 alkalommal, melyből
- Szent Márton napján minden curia ad 1 tyúkot, 1 kenyeret, 1 dézsa zabot,
- karácsonykor 1 tyúkot, 1 kenyeret, 4 vödör sört közösen, vagy helyette 40 denárt, és 1 malacot, vagy helyette 1 fertót,
- Húsvétkor 1 tyúkot, 1 kenyeret, sajtot, 4 tojást, és közösen 2 bárányt és 4 vödör sört, vagy helyette 40 dénárt.
- Pünkösdkor ugyanazt, sajt és bárány nélkül.

1333-ban Bulchard fia, Reynold; Tamás erdélyi vajda megbízottja volt Szécsény megosztásánál.
A középkorban Vásáros-Terjén néven szerepelt az oklevelekben és városi kiváltságokkal bírt. 1506-ban Terjéni Radnóthy György, 1598-ban Balassa Zsigmond volt a földesura.
1633-1634-ben a váci nahijéban a török hódoltsághoz tartozott.
1660-ban a divényi uradalom birtoka, majd 1686-ban gróf Zichy István nyerte a helységet adományul.
1715-ben 5 magyar, 11 tót, 1720-ban 12 magyar és 16 tót háztartást írtak itt össze.
A 18. század elejétől a gróf Zichy, Baloghy, a gróf Balassa családok, később még a herceg Esterházy család volt itt a birtokos, majd az 1900-as évek elejétől a gróf Zichy család, továbbá gróf Károlyi Erzsébet gróf Pappenheim Sigfriedné voltak a helység legnagyobb birtokosai, az utóbbié volt az egykori Lázár-féle kúria is.
Római katolikus temploma már a középkorban fennállt, az idők folyamán aztán többször is átalakították. Harangjai közül az egyik az 1497 refusa 1696. O rex gloriae veni cum pace, a másik pedig Vocem Tuam Audivi Domine et Tinni 1758 feliratot viseli.
1873-ban nagy kolerajárvány volt a településen. A községben abban az időben gróf Pappenheim Sigfriednének mezőgazdasági szeszgyára és gőzmalma is volt.
Dülőnevei közül említést érdemelnek: Akasztóhegy, Peresdülő és Barátszurdok. Az Akasztóhegyen állt egykor – amikor még a község pallosjoggal bírt – az akasztófa. A Peres-dülő miatt 1848 előtt a Herencsényiek és a Terényiek között per folyt. A Barátszurdok helyén pedig egykor kolostor állt. Ide tartozott még: Pusztakiskér, továbbá részben Magyarnándorhoz, részben Terényhez: Csikorpuszta, mely a 15. században Sokor néven önálló település volt.
Terény a 20. század elején Nógrád vármegye Balassagyarmati járásához tartozott.
2001-ben a település lakosságának 77%-a magyar, 21%-a szlovák, 1%-a cigány és 1%-a német nemzetiségűnek vallotta magát.

## Közélete

### Polgármesterei
- 1990–1994: Mucsina Gyula (független)[5]
- 1994–1998: Mucsina Gyula (független)[6]
- 1998–2002: Mucsina Gyula (független)[7]
- 2002–2006: Fáy Dániel Zsombor (független)[8]
- 2006–2010: Fáy Dániel Zsombor (független)[9]
- 2010–2014: Brozsó Andrásné (Fidesz-KDNP)[10]
- 2014–2019: Brozsó Andrásné (Fidesz-KDNP)[11]
- 2019–2024: Brozsó Andrásné (független)[12]
- 2024– : Horváth Balázs (Fidesz-KDNP)[1]

## Népesség
A település népességének változása:
| Lakosok száma | 380  | 374  | 367  | 329  | 355  | 350  | 347  |
|               | 2013 | 2014 | 2015 | 2021 | 2022 | 2023 | 2024 |

1910-ben 843 lakosából 820 magyar, 18 szlovák volt, ebből 428 római katolikus, 409 evangélikus, 6 izraelita volt.
A 2011-es népszámlálás során a lakosok 99%-a magyarnak, 0,3% cigánynak, 2,1% németnek, 1,3% örménynek, 15,2% szlováknak mondta magát (1% nem nyilatkozott; a kettős identitások miatt a végösszeg nagyobb lehet 100%-nál). A vallási megoszlás a következő volt: római katolikus 51,2%, református 6%, evangélikus 33,6%, görögkatolikus 0,5%, felekezeten kívüli 4,7% (3,7% nem nyilatkozott).
2022-ben a lakosság 95,8%-a vallotta magát magyarnak, 20,3% szlováknak, 2,8% németnek, 0,8% ukránnak, 0,3% cigánynak, 3,7% egyéb, nem hazai nemzetiségűnek (3,7% nem nyilatkozott; a kettős identitások miatt a végösszeg nagyobb lehet 100%-nál). Vallásuk szerint 34,9% volt római katolikus, 22,3% evangélikus, 4,2% református, 0,3% görög katolikus, 3,7% egyéb keresztény, 0,3% egyéb katolikus, 9,6% felekezeten kívüli (23,9% nem válaszolt).

## Közélet

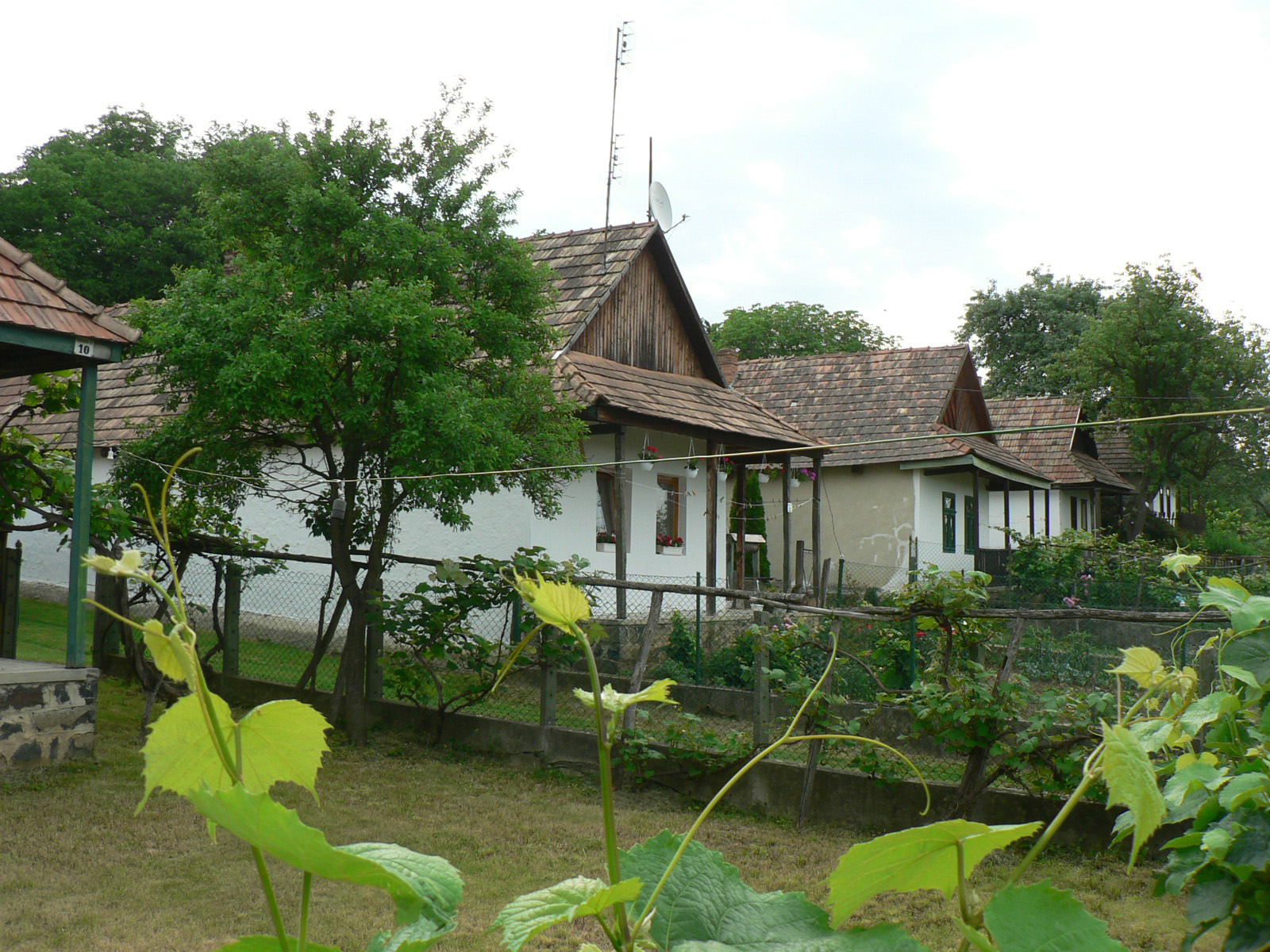
Terényi házsor

Terény Község Önkormányzata a Terény Jövőjéért civil mozgalommal közösen 2013 nyarán hirdette meg azon akcióját, amellyel nagy családokat kívántak a településre csábítani. A község az érdeklődőknek egy év ingyen lakhatást helyezett kilátásba, azzal a feltétellel, hogy a pályázók olyan nagycsaládosok, akik legalább két óvodáskorú gyermeket nevelnek, és vállalják, hogy 2013 szeptemberétől a terényi óvodába íratják be őket, emellett vállalják a rezsi fizetését, illetve vállalják azt is, hogy a havi bérleti díjnak megfelelő összeget (minimum 30 000 forintot) előtakarékossági számlán helyezik el – ezáltal a későbbiekre vonatkozóan önerőt teremtve a lakásvásárláshoz –, a rendelkezésükre bocsátott házat, kertet és udvart pedig rendeltetésszerűen használják, és óvják.

## Kultúra
- Kalácska Népdalkör

## Nevezetességei
- Orsós Magnó Múzeum – falusi parasztház, tele régi típusú magnókkal
- Faluház – Tájház
- A községhez tartozó Kiskér-puszta uradalmi magtárépületének Szent-Györgyi Albert-emlékhelye
- Gyermekház
- Mézes Házikó – a mézkultúrát mutatja be
- Szent-Györgyi Albert mellszobra a róla elnevezett parkban
- Hunnia Csipkemúzeum
- Gomba Múzeum

## Oktatási intézmények
- Szlovák nemzetiségi óvoda (a Körzeti Óvodai Intézményfenntartó Társulás Terényi Tagóvodája) – az intézmény teljes körű akadálymentesítése 2009-ben valósult meg, az Új Magyarország Fejlesztési Terv Észak-Magyarországi Operatív Program 9 612 005  forintos támogatásával, a felújított épületet Ladislav Tischler, Szlovákia magyarországi Nagykövetségének konzulja adta át 2009. november 7-én. Az óvoda lett ezzel Terény első akadálymentesített közintézménye.

## Érdekességek
- 1943-tól 2016-ban bekövetkezett haláláig, vagyis 73 évig Petrás Józsefné Varga Verona látta el a templomi harangozó tisztségét.[17]

A hagyományt megtartva az ő halála óta leánya, Szedlák Józsefné Petrás Ilona harangozik tovább.
- A község önkormányzata 2005-ben alapított kitüntető címet Terény Község Tiszteletbeli Polgára elnevezéssel. Az elismerésben arra érdemes határon túli magyarok részesülhetnek.[18]

## Galéria

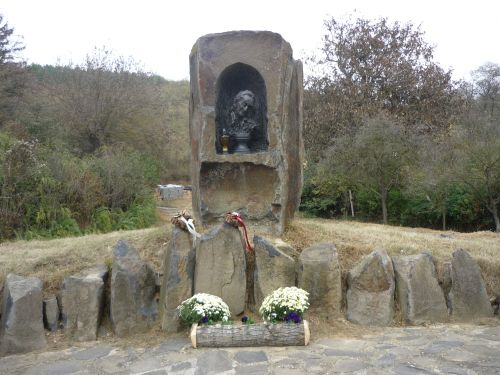
Szent-Györgyi Albert szobra
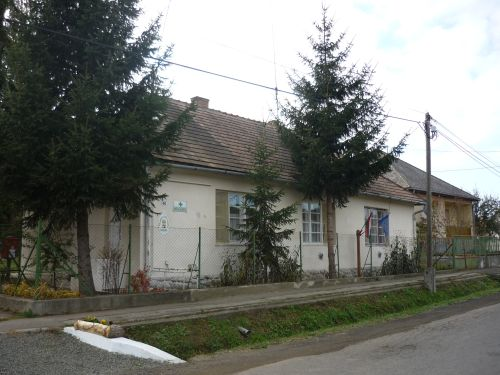
Polgármesteri hivatal (2011)
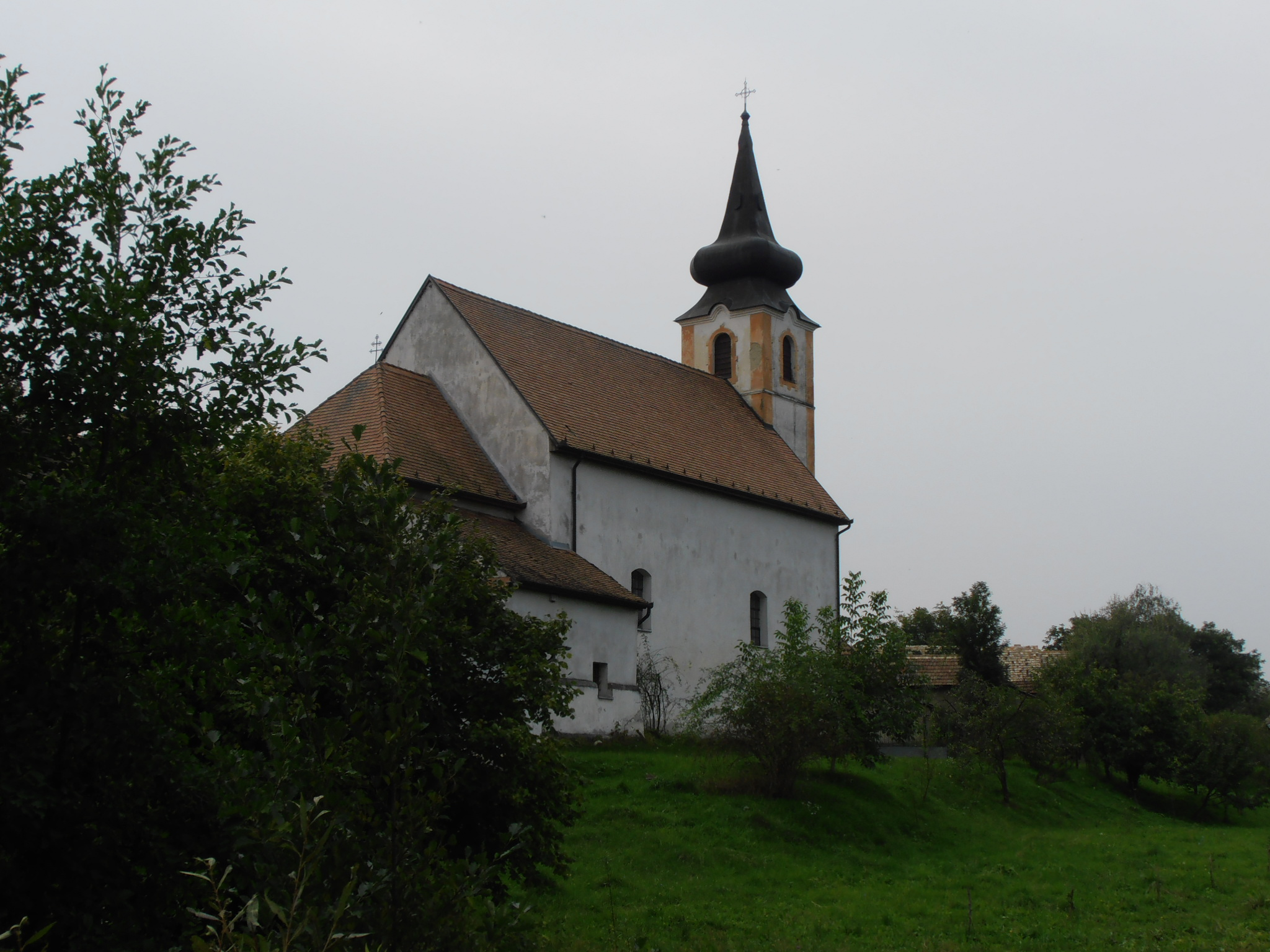
Szent András katolikus templom
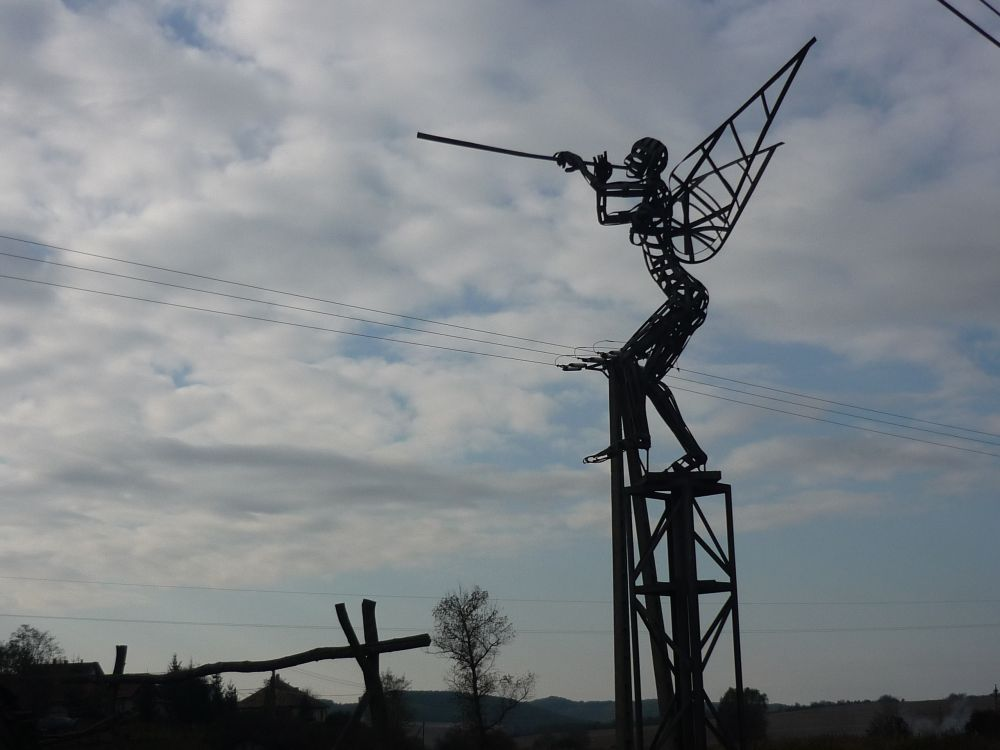
Terényi park (Akol) 2011

## Külső hivatkozások
- Terény Önkormányzatának honlapja
- Terény az utazom.com honlapján
- Terény a wiki.utikonyvem.hu oldalán
- Terény az Ipoly-menti Palócok Honlapján
- A Novohrad-Nógrád UNESCO Globális Geopark települései